# Екатеринбургский электровозоремонтный завод
Екатеринбургский электровозоремонтный завод — завод по ремонту электровозов для нужд железнодорожного транспорта,который был расположен в Екатеринбурге.

## История
Завод организован на базе паровозоремонтных мастерских, основанных в 1940-х годах. За период с 1946 по 1964 годы отремонтированы 1826 паровозов. Ремонтировал паровозы ФД, ИС и др.
В феврале 1964 года завод переименован в электровозоремонтный.
В 2016 году часть производств ЕЭРЗ была закрыта, была проведена реструктуризация, основные средства завода были перераспределены среди других филиалов.  

## Интересный факт
В музее завода сохранился типографский бланк с заголовком:
«Свердловский электровозостроительный завод»
что свидетельствует о том что завод собирались перепрофилировать из паровозоремонтного в электровозостроительный на производство электровозов ВЛ11, однако, по неизвестным причинам, в МПС было решено разместить производство электровозов в Тбилиси, а в Свердловске производить их ремонт.

## Продукция завода
Предприятие осуществляет средний и капитальный ремонт электровозов постоянного тока (ВЛ10, ВЛ11, ВЛ22,ЧС-2,ЧС-7, промышленный ЕЛ-21) для железных дорог России: Свердловской, Октябрьской, Московской, Северной, Южно-Уральской и Западно-Сибирской. Завод изготавливает более сотни наименований запасных частей подвижного состава.